# شريط توعية

شريط التوعية الأحمر له عدة دلالات منها التضامن مع حاملي فيروس الإيدز.

شريط التوعية أو شريط التضامن شريط قماشي صغير يثنى بشكل حلقي ويستخدم في أجزاء مختلفة من العالم للتعبير بشكل كامن عن دعم مرتديها لمسألة أو قضية معينة أو التضامن معها. وقد راجت هذه الفكرة في الولايات المتحدة بشكل كبير بعد نجاح شريك التضامن الأصفر الذي يعبر عن دعم قوات الجيش الأمريكي (بعد غزو العراق) والذي أنتجته شركة ماغنيت أمريكا (Magnet America) من ولاية كارولاينا الشمالية.
ويعتمد المعنى المضمر من وراء الشريط بشكل أساسي على لونه. ولما كانت العديد من المجموعات قد تبنت أشرطة بألوان مختلفة لإظهار التضامن مع قضيتها، فإن من المحتمل أن يستخدم اللون الواحد من قبل أكثر من مجموعة. وفي بعض الحالات قد يحمل الشريط أكثر من لون.
وعادة ما تشاك أشرطة التوعية إلى الملابس أو تربط بهوائي السيارة. وإذا ما أريد إبراز القضية بشل أوضح، فيمكن أن تعلق أشرطة أكبر حجماً على الأعمدة والأشجار مثلاً. كما تستعمل لصقات أو شرائح مغناطيسية لتثبيت الأوشحة على عربات النقل.
يعد البعض أن انتشار أشرطة التوعية أمرا سلبيا لكونها نوع من الدعم غير البناء حيث لا يقوم مرتديها ببذل أي مجهود بدني أو مادي في دعم القضية.

## أمثلة

شريط أبيض العنف ضد المرأة، سرطان الرئة.
شريط أصفر الانتحار، دعم الجيش (في أمريكا).
شريط أزرق العنف ضد الأطفال، سرطان البروتستات.
شريط أرجواني التسامح الديني، العنف الأسري.
شريط برتقالي حماية الحيوانات، الثورة البرتقالية (أوكرانيا).
شريط أحمر مرض الإيدز، الإدمان.
شريط رمادي مرض السكري.
شريط وردي سرطان الثدي.
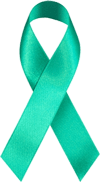
شريط فيروزي اليوم العالمي للتأتأة.

## وصلات خارجية
- (بالإنجليزية) ألوان أوشحة التوعية ومعانيها من موقع Trinity London.
- (بالإنجليزية) لائحة بألوان أوشحة التوعية ومعانيها من موقع The Pin People.